# Urceola javanica
Urceola javanica là một loài thực vật có hoa trong họ La bố ma. Loài này được (Blume) Boerl. miêu tả khoa học đầu tiên năm 1899.